# Університет прикладних наук Західної Норвегії
Університет прикладних наук Західної Норвегії ( норв. Høgskulen på Vestlandet) або HVL - норвезький державний вищий навчальний заклад, створений у січні 2017 року шляхом об'єднання колишніх незалежних коледжів у п'яти кампусах: Берген, Форде, Хаугесунд, Согндал та Сторд. Найдавніші його програми - освіта вчителів у Сторді - можна простежити до 1839 року. Загальна кількість студентів HVL становить близько 16000, а в ньому працюють 1800 науково-адміністративних працівників.  Його головний кампус знаходиться в районі Кронстад міста Берген, Норвегія.
Університет прикладних наук Західної Норвегії забезпечує професійну освіту в галузі охорони здоров'я та соціальних наук, техніки, економічних та адміністративних наук, музики та викладання. Він пропонує освіту на рівнях бакалавра та магістра, безперервну освіту та на рівні доктора (доктора наук). Щороку близько 2700 студентів закінчують HVL.
У червні 2016 року, після більш ніж одного року переговорів, виконавче керівництво трьох вищих навчальних закладів Західної Норвегії - університетського коледжу Бергену, університетського коледжу Сторда / Хаугесунда та університетського коледжу Согн-ог-Фьордане - офіційно оголосило про своє рішення об'єднатися. З 2017 року назвою є Університет прикладних наук Західної Норвегії (скорочено відповідно до норвезької назви: HVL).  
Засновником та чинним ректором (президентом) HVL є професор Берит Рокне.

## Факультети
Має чотири факультети: 
- Факультет освіти, мистецтв та спорту
- Інженерно-технічний факультет
- Факультет здоров'я та соціальних наук
- Факультет ділового адміністрування та соціальних наук

## Норвезька школа дайверів
Норвезька школа дайверів (норв. Statens dykkerskole) була державною школою дайвінгу для професійних дайверів, розташованою в Гравдалі, Берген, Норвегія. Заснована в 1980 році, вона була об'єднана і стала частиною Бергенського університетського коледжу (нині частина Університета прикладних наук Західної Норвегії) в 2005 році.   Школа дайвінгу є частиною факультету техніки та науки і знаходиться в місті Сколевік, приблизно за 15 кілометрів від центру міста Берген.

## Зовнішні посилання
- HiB англійською мовою
- Дослідження в HVL (англійською мовою)
- HVL англійською мовою